# 黑邊擬金眼鯛
黑邊擬金眼鯛（學名：P. mangula），為輻鰭魚綱鱸形目鱸亞目擬金眼鯛科的其中一個種，分布於印度西太平洋區，從東非至澳洲海域，深度可達20公尺，本魚體側扁呈卵形，尾柄細長，眼大，吻圓鈍，無脂性眼瞼，下頜稍突出，腹鰭較小，位於近胸處，體色為黃褐色，背部為古銅色，背鰭、尾鰭、臀鰭淡藍色且具有黑色邊緣，胸鰭及腹鰭黃橙色，背鰭硬棘6枚、背鰭軟條9-10枚、臀鰭硬棘3枚、臀鰭軟條34-42枚、脊椎骨25枚，側線鱗片49-60枚，體長可達16公分。主要棲息在岩礁及珊瑚礁區，通常單獨活動，屬夜行性魚類，屬肉食性，生活習性不明。

## 扩展阅读
維基物種上的相關：黑邊擬金眼鯛